# Gera (Fluss)
Die Gera ist ein 85 Kilometer langer rechter (südlicher) Nebenfluss der Unstrut in Thüringen.

## Geografie
Die Gera entsteht in Plaue durch den Zusammenfluss von Wilder Gera (ihrem westlichen Quellfluss) und Zahmer Gera (ihrem östlichen Quellfluss). Die Quellen von Wilder und Zahmer Gera liegen im Bereich des Ortsteils Gehlberg der Stadt Suhl am Rennsteig im Thüringer Wald an den Hängen unterhalb des Schneekopfes. Die Gera fließt zunächst in nördlicher Richtung von Plaue über Dosdorf und Siegelbach nach Arnstadt. Dieser Talabschnitt wird Plauescher Grund genannt. Er ist tief in den Muschelkalk eingeschnitten, rechts erheben sich die Reinsberge 300 Meter über dem Flusstal, links liegt die Gosseler Platte, die sich etwa 200 Meter über dem Flusstal erhebt. Das Flussbett der Gera hat hinter Plaue den Muschelkalk durchstoßen und fließt zunächst buchtartig auf Buntsandstein; am rechtsseitig zufließenden Bettelbach reicht diese Bucht sogar bis nah an das Paulinzellaer Vorland. Der endgültige Austritt aus der Ohrdrufer Platte erfolgt jedoch erst durch das enge Durchbruchstal unmittelbar oberhalb Arnstadts.

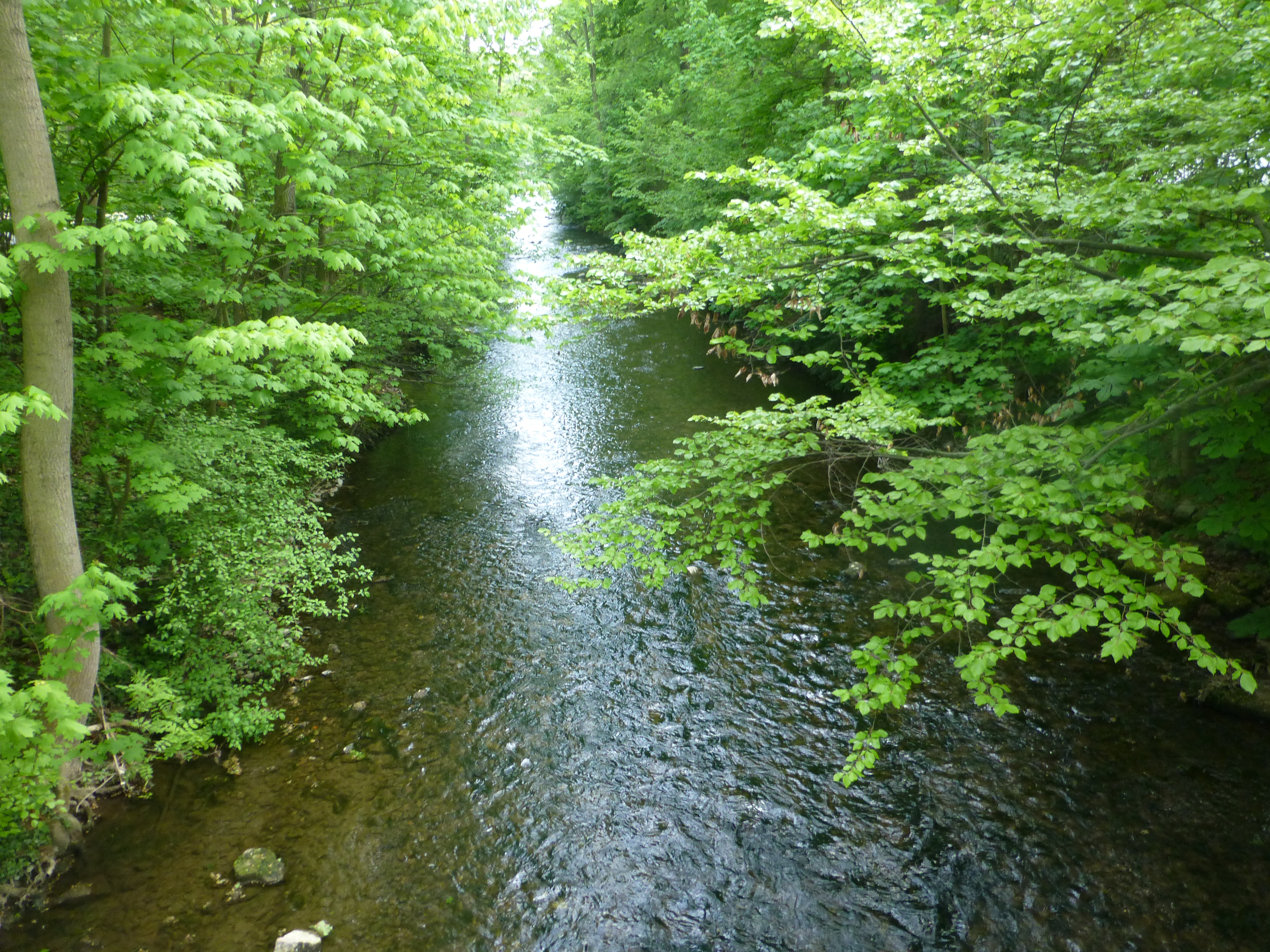
Im südlichen Arnstadt

In Arnstadt öffnet sich mit Erreichen der Keuperstufe das Geratal. Es wird merklich breiter und die Hänge zu beiden Seiten flacher. In Arnstadt ist das Flussbett der Gera weitestgehend begradigt worden. Der Fluss verläuft hier östlich des Stadtkerns. In Arnstadt nimmt die Gera den Nebenfluss Wilde Weiße auf. Er ist etwa 12 Kilometer lang und formt westlich von Arnstadt das Jonastal. Nächster Ort an der Gera ist Rudisleben. Hier ist die Umgebung flach und die Gera besitzt kein Tal mehr. Unterhalb von Rudisleben folgt Ichtershausen (Gemeinde Amt Wachsenburg). Hinter Ichtershausen nimmt die Gera die Wipfra auf. Sie mündet von rechts ein und ist etwa 40 Kilometer lang, jedoch recht wasserarm. Die Gera unterquert nun A 71, A 4 und die Geratalbrücke Ichtershausen (Bahn) am Erfurter Kreuz. Sie verlässt nun auch den Ilm-Kreis und tritt in das Gebiet der Stadt Erfurt ein. Als nächster Ort kurz hinter dem Erfurter Kreuz folgt Molsdorf. Nördlich des Ortes mündet die 42 Kilometer lange Apfelstädt in die Gera ein, deren Quellen ebenfalls am Rennsteig bei Oberhof liegen. Nun folgen die bereits zur Stadt Erfurt gehörenden Orte Möbisburg und Bischleben. Seit der Mündung der Apfelstädt verläuft die Thüringer Bahn im Geratal.

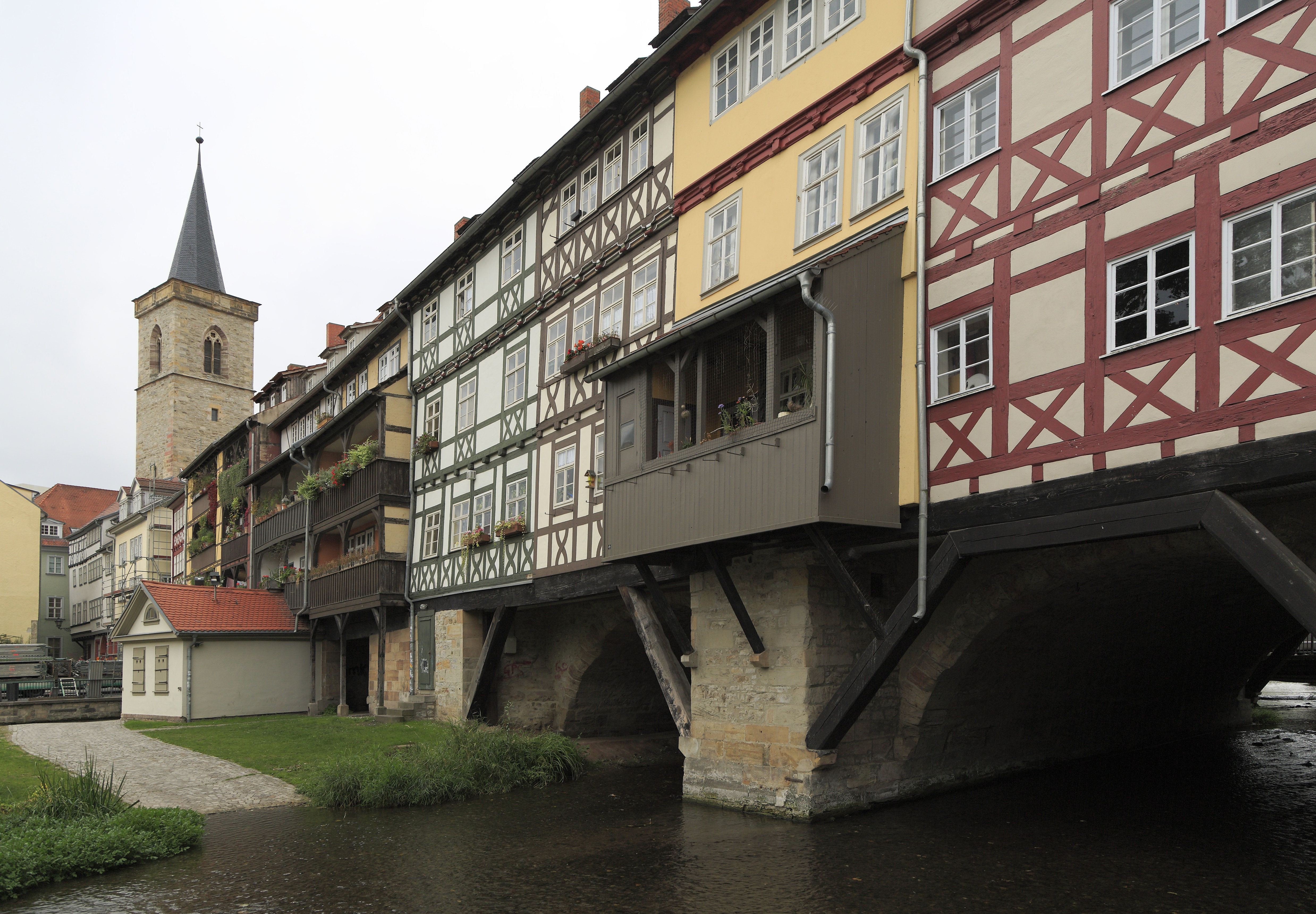
Krämerbrücke in Erfurt

Hinter Bischleben beginnt die eigentliche Stadt Erfurt, zunächst mit dem Stadtteil Hochheim mit seinen Parkanlagen. Das Tal ist hier zu beiden Seiten merklich steiler, rechts erhebt sich der Steigerwald und links die Zitadelle Cyriaksburg. Im Brühl ist die Gera in zwei Arme geteilt: den Bergstrom und den Walkstrom, die sich in der Altstadt zum Breitstrom vereinigen. Diese Nebenarme hatten vorwiegend wirtschaftliche Bedeutung, an ihnen wurden zahlreiche Mühlen betrieben. Militärische Bedeutung hatte der Breitstrom (mitunter auch wieder Wilde Gera genannt), der den inneren Befestigungsring umfloss. Dieser wurde während der Gründerzeit im Rahmen der Entfestigung zugeschüttet. Ihr ehemaliger Verlauf entspricht dem des heutigen Juri-Gagarin-Rings. Das Wasser wurde danach in den äußeren Mauergraben, den heutigen Flutgraben, umgeleitet. Ein weiteres Mühlenfließ, die Hirschlache, existiert ebenfalls nicht mehr. Heute erinnert nur noch der Straßenname Hirschlachufer an das Gewässer.
Das Wasser der Gera fließt nun mit maximal 6,0 m³/s durch die Altstadt, den Rest nimmt der Flutgraben auf. Nördlich der Erfurter Altstadt verläuft die Gera durch das Große Rieth nach Gispersleben. Hier ist die Umgebung wieder flach und die Gera bildet kein Tal mehr. Neben der Gera verlaufen hier die B 4 westlich und die Eisenbahnstrecke Erfurt – Nordhausen östlich. Nun folgt noch der Erfurter Ortsteil Kühnhausen sowie die Orte Elxleben, Walschleben, Andisleben, Ringleben und die Stadt Gebesee in der Gera-Aue im Landkreis Sömmerda. Die Gera mündet kurz hinter Gebesee rechts in die Unstrut ein. Sie ist nach ihrer Wasserführung von rund 6,6 m³/s der Hauptfluss des Unstrut-Flusssystems, denn an der Gera-Mündung führt die Unstrut nur etwa 4,6 m³/s.
In Erfurt zweigt die Schmale Gera ab, die östlich des Großen Rieths über Mittelhausen, Riethnordhausen sowie Haßleben fließt. Sie mündet bei Werningshausen mit einer mittleren Wasserführung von etwa 0,3 m³/s in die Gramme und erreicht mit ihr bald darauf ebenfalls die Unstrut.

## Geschichte
Der ursprüngliche Name des Flusses war Erfes (auch Erphes, Erfis oder Erphis), von dem der Name der Thüringer Landeshauptstadt Erfurt abstammt. Der Name Gera als Flussbezeichnung ist seit 1108 (Gerahe) belegt. Er ist eine Zusammensetzung aus der Endung -aha für 'Fließgewässer' und einem unsicheren Bestimmungswort. Vermutlich handelt es sich hierbei um das althochdeutsche Wort gēr für 'Wurfspieß' bzw. gērboum 'Esche' (möglicherweise mit der Bedeutung 'Baum, aus dem Speere gemacht werden').
Die lateinische Bezeichnung Hiera für Gera findet sich auch in der Benennung der alten Universität Erfurt als „Hierana“ (die an der Gera gelegene).
In der Vergangenheit trat die Gera oft über die Ufer, was schwere Überschwemmungen auch für die Erfurter Innenstadt zur Folge hatte. Daher entstand zum Ende des 19. Jahrhunderts in Erfurt das aufwendige Bauwerk des Flutgrabens, mit dem die Stadt vor solchen Schäden erfolgreich geschützt wurde.

## Umwelt

### Fauna
In den Oberläufen der Quellbäche der Gera ist die Bachforelle heimisch.

### Flora
Vielfältig ist hier besonders der Plauesche Grund zwischen Plaue und Arnstadt, wo das Klima besonders mild ist. Dort findet man die für Kalkstein charakteristische Flora vor.

### Wasserqualität
Die Wasserqualität der Gera war 2013:
- Im Abschnitt Plaue – Kreisgrenze IK / EF unbefriedigend
- Im Stadtgebiet Erfurt bis Hochheim (Erfurt) gut
- im restlichen Stadtgebiet und im Abschnitt bis zur Mündung mäßig[5]

## Sehenswürdigkeiten und Bauwerke

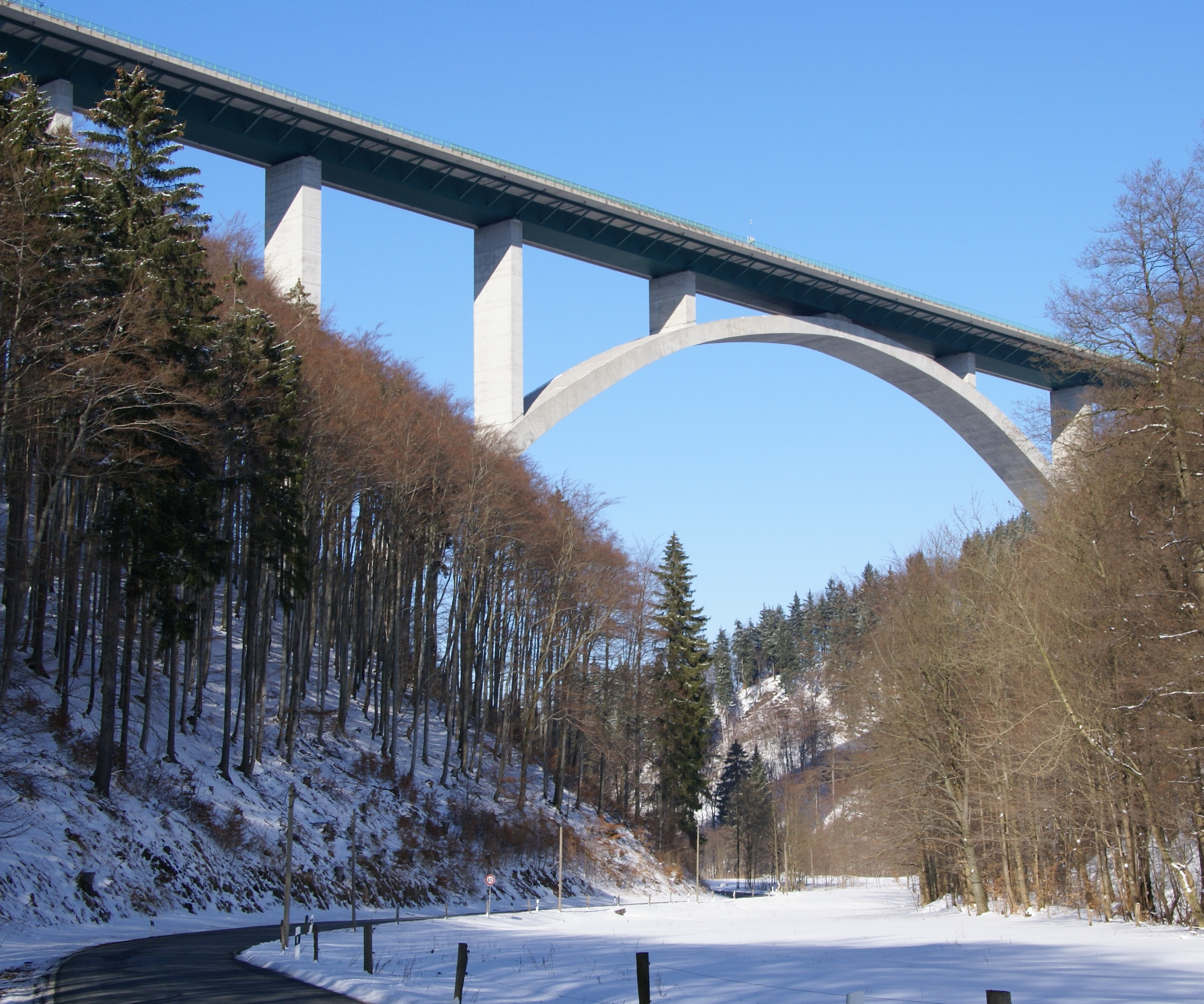
Talbrücke Wilde Gera

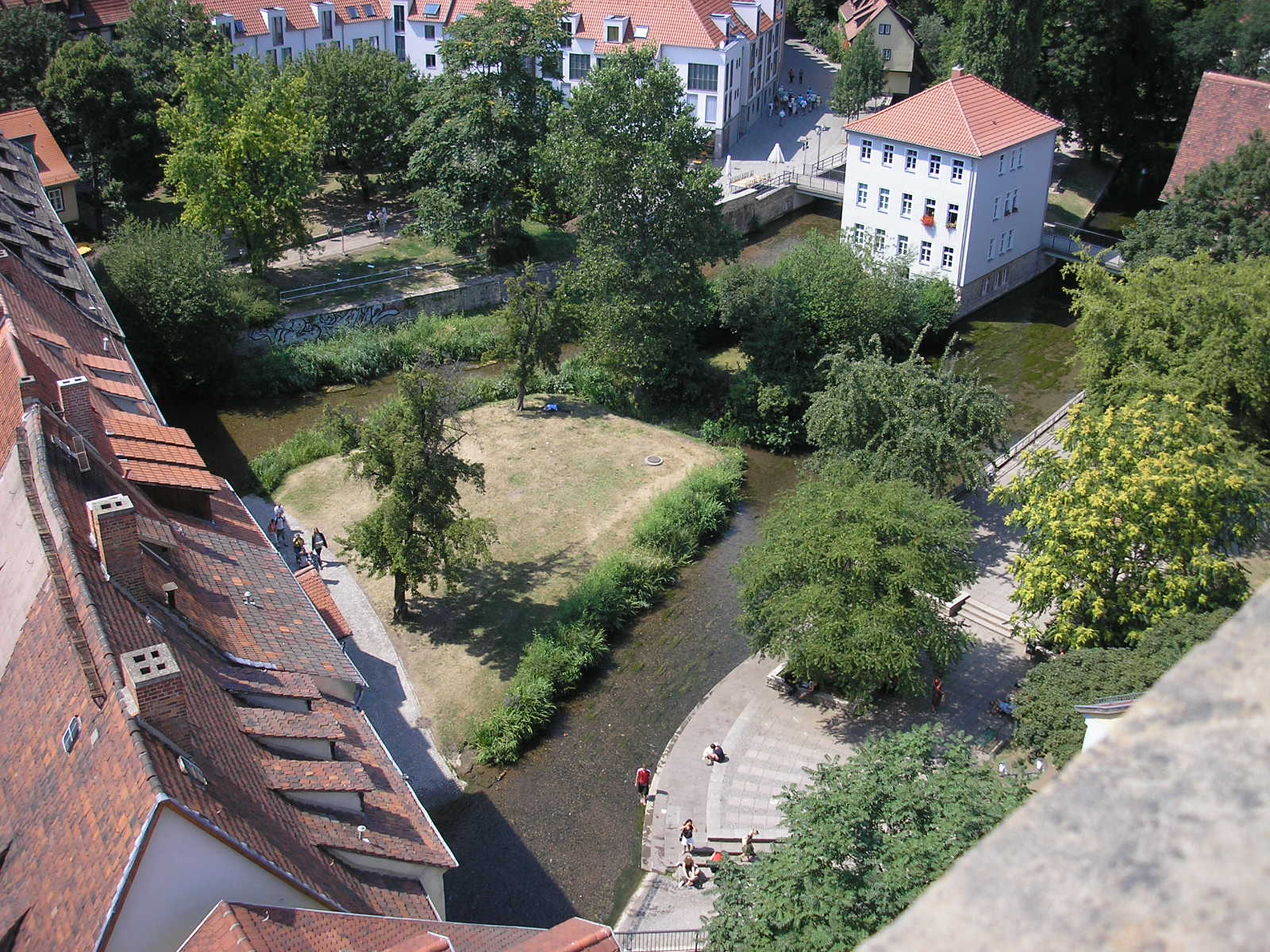
Die Gera fließt, verzweigt in mehrere Arme, durch Erfurt

Die A 71 schneidet die Täler von Zahmer und Wilder Gera sowie deren Nebenfluss Reichenbach mit drei großen Brücken: der Talbrücke Reichenbach (1000 Meter lang; 60 Meter hoch), der Talbrücke Zahme Gera (520 Meter lang; 70 Meter hoch) und der Talbrücke Wilde Gera (552 Meter lang; 110 Meter hoch). Weitere Brückenbauwerke sind die Geratalbrücke Ichtershausen (1121 Meter lang; 20 Meter hoch) der Schnellfahrstrecke Nürnberg–Erfurt und die Brücken von A71 und A4 im Bereich des Erfurter Kreuzes.
Das berühmteste Bauwerk über die Gera ist jedoch die Krämerbrücke in Erfurt, die einzige komplett mit Häusern bebaute Brücke nördlich der Alpen.
Talsperren im Einzugsgebiet der Gera sind die Talsperren Heyda, Lütsche, Ohra, Schmalwasser und Tambach-Dietharz im Thüringer Wald sowie die Talsperren Dachwig und Wechmar in dessen Vorland.

## Wirtschaft
Die Gera ist wirtschaftlich nur von geringer Bedeutung. In der Vergangenheit diente sie als Antrieb für Wassermühlen und zum Flößen von Holz aus dem Thüringer Wald nach Erfurt. Heute liefert sie vor allem Beregnungswasser für die Landwirtschaft.

## Sonstiges
- Nach der Gera haben sich die Thüringer Gemeinde Geratal (im Ilm-Kreis) sowie zwei Verwaltungsgemeinschaften benannt:
  - die Verwaltungsgemeinschaft Geratal/Plaue (im Ilm-Kreis; Sitz: Geratal, Ortsteil Geraberg)
  - die Verwaltungsgemeinschaft Gera-Aue (im Kreis Sömmerda); Sitz (Gebesee)
- Im Tal der Gera verläuft der Gera-Radweg.
- Bis 1923 hieß der Ort Geraberg nur Gera.
- Die Dichterin Sidonia Hedwig Zäunemann ertrank 1740 in Plaue in der Gera bei einem Reitunfall auf einer Brücke.